# Waves (álbum)
Waves é o segundo álbum de estúdio oficial e quarto disco de estúdio da artista musical norte-americana Rachel Platten, lançado em 27 de outube de 2017 através da Columbia Records. O álbum inclui "Broken Glass", lançado em agosto de 2017.

## Promoção

### Singles
Em 18 de agosto de 2017, "Broken Glass" foi lançada como primeiro single do álbum. "Broken Glass" atingiu pico décimo nono na Billboard Adult Pop Songs.

#### Singles promocionais
"Perfect For You" foi lançada como single promocional em 6 de outubro de 2017 junto com a pré-venda do álbum. "Perfect For You" foi lançada em todas plataformas de streaming. "Collide" foi lançada como single promocional dia 20 de outubro.

## Recepção crítica
| Críticas profissionais | Críticas profissionais |
| Avaliações da crítica  | Avaliações da crítica  |
| Fonte                  | Avaliação              |
| ---------------------- | ---------------------- |
| AllMusic               | [ 5 ]                  |
| ABC News               | [ 6 ]                  |
| Digital Journal        | [ 7 ]                  |

Stephen Thomas Erlewine do AllMusic disse: "Fight Song" fez a carreira de Rachel Platten, mas sua onipresença em 2016 - estava em todos os lugares, desempenhando papéis principais em anúncios para Ford e Hillary Clinton, campanha presidencial de 2016 - colocou o cantor / compositor em uma caixa inspiradora. Platten tenta sair de constricções tão bem-intencionadas em Waves, uma tentativa estilosa e estilosa de agradar a todas as audiências do pop moderno concebíveis. Enquanto "Fight Song" ecoa através de Waves - é ouvido dentro do tema do hino aspiracional "Broken Glass" e na melodia de "Loose Ends" - Platten tem a intenção de provar que ela não é apenas uma cantora / compositora de sucesso. Ela vai entregar uma balada majestosa quando precisar: o austero "Hands" e a "Grace" mais solene - mas gasta mais tempo aumentando os ritmos de EDM e deslizando para músicas de clube com néon. A ênfase no último - o álbum abre com o tributo de Madonna de verdade "Perfect for You" e picos com "Shivers", um timer morto para Ellie Goulding - acaba ilustrando como Platten é uma presença vocal maleável, adaptável a muitos estilos diferentes sem imprimir os sons com sua própria personalidade. Isso não é realmente um prejuízo, já que produtores como Ryan Tedder e Stargate colocam sua flexibilidade inerente para um bom uso. Todo mundo envolvido está determinado a dar ao álbum um brilho acerado, profissional e eles conseguem, transformando Waves em um registro que proporciona um intervalo definitivo de "Fight Song". Allan do ABC News comentou, "Waves não é apenas um recorde de pop decente, mostra que Rachel Platten tem muitos outros Fight Song (s)". Markos Papadatos do Digital Journal disse: "Há muita variedade neste projeto musical, e a voz de Platten é simplesmente bonita. É recomendado para todos os fãs da cantora, especialmente aqueles que têm afinidade pela música pop".

## Performance comercial
"Waves" debutou na Billboard 200 na posição 73 com 8,000 (7,077 pure sales). É um número bem ruim comparado ao "Wildfire" que debutou em 5 com 45,000 (29,000 pure sales).

## Lista de faixas
| Waves          |                   |                                                            |                        |         |  |
| N.º            | Título            | Compositor(es)                                             | Produtor(es)           | Duração |  |
| 1.             | "Perfect For You" | Rachel Platten Mike Eyal Aljadeff Mitch Allan Nate Cyphert |                        | 3:36    |  |
| 2.             | "Whole Heart"     | Jason Evigan Brett McLaughlin                              |                        | 3:11    |  |
| 3.             | "Collide"         | Platten Mike Busbee Cameron Jaymes Evigan Lindy Robbins    |                        | 3:25    |  |
| 4.             | "Keep Up"         | Platten Eyal Aljadeff Jon Levine                           |                        | 3:35    |  |
| 5.             | "Broken Glass"    | Platten Cyphert Mikkel Eriksen Jarrad Rogers               | Stargate Jarrad Rogers | 2:59    |  |
| 6.             | "Shivers"         | Platten Evigan Sean Douglas                                |                        | 2:55    |  |
| 7.             | "Loose Ends"      | Platten Evigan Douglas                                     |                        | 3:31    |  |
| 8.             | "Labels"          | Platten Zach Skelton Ryan Tedder                           |                        | 2:59    |  |
| 9.             | "Love Back"       | Platten Cyphert Ian Kirkpatrick                            |                        | 3:22    |  |
| 10.            | "Hands"           | Platten Cyphert Kirkpatrick                                |                        | 3:54    |  |
| 11.            | "Fooling You"     | Platten Sam Martin Kirkpatrick                             |                        | 3:49    |  |
| 12.            | "Good Life"       | Platten Levine                                             |                        | 3:46    |  |
| 13.            | "Grace"           | Platten Evigan Douglas                                     |                        | 4:19    |  |
| Duração total: | Duração total:    | Duração total:                                             | Duração total:         | 42:01   |  |

## Charts
| Chart (2017)                         | Melhor Posição |
| ------------------------------------ | -------------- |
| Coréia do Sul (Gaon Overseas Álbuns) | 30             |
| Japão (Oricon)                       | 142            |
| Estados Unidos (Billboard 200)       | 73             |

## Histórico de lançamento
| País  | Data                  | Formato(s)           | Gravadora | Ref.  |
| ----- | --------------------- | -------------------- | --------- | ----- |
| Mundo | 27 de outubro de 2017 | CD, Download Digital | Columbia  | [ 4 ] |